# Dave Bailey
Pour les articles homonymes, voir Bailey.
Dave Bailey, de son vrai nom Samuel David Bailey, né le 22 février 1926 à Portsmouth en Virginie et mort le 28 décembre 2023, est un batteur américain de jazz. Il est en particulier connu pour sa collaboration avec le musicien Gerry Mulligan.

## Biographie

### Jeunesse
Dave Bailey naît à Portsmouth dans l'état de Virginie puis quelques années plus tard ses parents viennent s'installer à Philadelphie où il grandit, au sein d'une famille de musiciens. Il s'entraîne au pilotage d'avion dans l'Alabama puis au moment de la Seconde Guerre mondiale, il réalise des missions en tant que pilote en Afrique de nord et en Italie entre 1942 et 1946. En 1946, de retour de son service militaire il reçoit du gouvernement américain une bourse qui lui permet de poursuivre en 1947 des études de musique au Music Center Conservatory de New York où il apprend à jouer de la batterie. Il est très influencé par le style des batteurs Max Roach et Art Blakey puis plus tard par celui de Philly Joe Jones et Elvin Jones, mais son style reste personnel.

### Carrière musicale
De 1951 à 1953, il commence sa carrière en accompagnant le trompettiste Herbie Jones. À la même période et jusque 1955, il travaille avec le saxophoniste Lou Donaldson avec qui il devient également ami. En 1952, Bailey collabore pendant quelques semaines au sein du quartet du contrebassiste Charles Mingus dans lequel figure le vibraphoniste Teddy Charles et le saxophoniste J. R. Monterose. En 1953, il joue pendant neuf mois aux côtés du saxophoniste Johnny Hodges, une collaboration qu'il qualifie de très enrichissante. En ce début des années 1950 l'occasion lui est également donnée de jouer avec le saxophoniste Al Sears, le pianiste Horace Silver ou encore le tromboniste Curtis Fuller. 

#### Gerry Mulligan
En 1955, le contrebassiste Peck Morrison l'invite à venir écouter le saxophoniste Gerry Mulligan, en enregistrement dans le studio Nola à Broadway. Mais ce jour-là le contrebassiste Oscar Pettiford et le batteur Osie Johnson sont absents. Le trompettiste Idrees Sulieman présente Morrison et Bailey à Gerry Mulligan, qui les engagent dans son sextet, débutant à Cleveland la semaine suivante. Quelques mois plus tard le groupe gagne en reconnaissance et en popularité, incitant Pettiford et Johnson à vouloir réintégrer le groupe. Mulligan était à la recherche d'un trompettiste avec un style de jeu proche de celui de Chet Baker. Sulieman au son puissant est invité à quitter le groupe. De plus Mulligan est très exigeant sur la qualité de jeu des contrebassistes, ce qui pousse Morrison à quitter le groupe quelque temps plus tard.
Bailey poursuit cette collaboration avec Mulligan jusque 1959.
Parallèlement, il mène une carrière free-lance, accompagnant Sonny Stitt, Lee Konitz, Bob Brookmeyer ou Annie Ross (1957), Ben Webster (1958), Billy Taylor, Lars Gullin ou Curtis Fuller (1959), Kenny Dorham, Grant Green ou Tubby Hayes (1961), Coleman Hawkins ou Mark Murphy (1962), Stan Getz, Johnny Hodges, Roger Kellaway ou Marian McPartland (1963), avec le quintette de Clark Terry et Bob Brookmeyer (en 1964-1965), entrecoupée de quelques séjours en Europe.
En 1960-1961, il enregistre quatre disques en tant que leader.

### Fin de carrière
L'année 1969 marque une interruption dans sa carrière musicale, puisqu'il devient instructeur d'aviation au Westchester County Airport jusque 1973. Il revient ensuite comme enseignant  et animateur dans le domaine du jazz. Dans les années 1980, il dirige le projet The Jazzmobile avec le pianiste Billy Taylor, destiné à la formation en priorité dans les quartiers pauvres de New York.

## Style
Il laisse le souvenir d'un batteur discret et « métronomique », dans un jeu sans emphase, très apprécié dans les petites formations où il a officié. Cette absence d'ostentation l'a plutôt desservi auprès de certains admirateurs, habitués à l'« orgy in rhythm » ou aux premiers cataclysmes du free jazz, mais non chez les souffleurs qu'il a accompagné. Son goût de la subtilité l'amène à s'intéresser à la bossa nova, qu'il introduit aux États-Unis avant même qu'elle fasse le succès du saxophoniste Stan Getz.

## Discographie

### En leader
| Enregistrement | Nom de l'album         | Label        | Notes                                                    |
| -------------- | ---------------------- | ------------ | -------------------------------------------------------- |
| 1960           | Gettin' into Somethin' | Epic Records | Album très influencé par le blues.                       |
| 1960           | One Foot in the Gutter | Koch Jazz    | Avec notamment Clark Terry, Junior Cook et Curtis Fuller |
| 1961           | Reaching Out           | Jazz In Time |                                                          |
| 1961           | Two Feet in the Gutter | Epic Records |                                                          |

### En tant que sideman
- 1958 : Gerry Mulligan - Paul Desmond Quartet (Blues in Time) (Verve Records)
- 1961 : Yeah! de Charlie Rouse (Epic Records)
- 1966 : Stan Getz with guest artist Laurindo Almeida